# Bílsko (Boemia meridionale)
Bílsko è un comune della Repubblica Ceca facente parte del distretto di Strakonice, in Boemia Meridionale.